# Tour Down Under 2002
| Erster           | Michael Rogers                | 16:59:44 h  |
| Zweiter          | Alexander Botscharow          | + 0:21 min  |
| Dritter          | Patrick Jonker                | + 0:30 min  |
| Vierter          | Cadel Evans                   | + 0:40 min  |
| Fünfter          | Daniele Nardello              | + 0:58      |
| Sechster         | Paul Van Hyfte                | + 3:14 min  |
| Siebter          | Stuart O’Grady                | + 3:57 min  |
| Achter           | Andrea Tafi                   | + 4:36 min  |
| Neunter          | Anthony Morin                 | + 4:40 min  |
| Zehnter          | Steffen Wesemann              | + 5:28 min  |
| Sprintwertung    | Robbie McEwen                 | 36 P.       |
| Zweiter          | Michael Rogers                | 20 P.       |
| Dritter          | Jans Koerts                   | 18 P.       |
| Bergwertung      | Cadel Evans                   | 48 P.       |
| Zweiter          | Russell Van Hout              | 36 P.       |
| Dritter          | Glenn d'Hollander             | 28 P.       |
| Nachwuchswertung | Dave McPartland               | 17:12:40 h  |
| Zweiter          | Ashley Humbert                | + 20:37 min |
| Dritter          | Peter Dawson                  | + 20:38 min |
| Teamwertung      | Mapei-Quickstep               | 51:05:41 h  |
| Zweiter          | Australian Institute of Sport | + 4:44 min  |
| Dritter          | Ag2r Prévoyance               | + 12:02 min |

Die 4. Tour Down Under (offiziell: Jacob's Creek Tour Down Under) fand vom 15. bis 20. Januar 2002 statt. Das Radrennen bestand aus sechs Etappen, begann in der südaustralischen Stadt Glenelg und endete in der Provinzhauptstadt Adelaide. Die Gesamtdistanz des Etappenrennens betrug 733 Kilometer und damit 24 Kilometer weniger als im Vorjahr. Die Tour Down Under war in die UCI-Kategorie 2.3 eingestuft.

## Die Teilnehmer
Die veranstaltende südaustralische Tourismuskommission lud erneut drei australische Mannschaften ein, und zwar United Water, das Australian Institute of Sport und die University of South Australia, die eine australische Nationalauswahl an den Start brachte. Insgesamt standen wie in den Vorjahren zwölf Radsportteams am Start, wobei zum Beispiel mit dem Team Deutsche Telekom, Ag2r Prévoyance, Crédit Agricole, Mapei-Quickstep und Saeco oder auch Domo-Farm Frites einige der namhaftesten Teams der Welt eingeladen wurden. Insgesamt nahmen neun Mannschaften teil, die auch schon im Vorjahr partizipiert hatten. Jedes Team umfasste acht Fahrer.
Als favorisiert auf den Gesamtsieg galten im Vorfeld einmal mehr die australischen Fahrer, die sich mitten in ihrer Saison befanden, während die europäischen Profis die Rundfahrt vor allem zur Vorbereitung auf die im März beginnende Saison nutzten. Besondere Beachtung fand im Vorfeld Titelverteidiger Stuart O’Grady (Crédit Agricole), der auch bei der Tour de France 2001 auf sich aufmerksam gemacht hatte, als er mehrere Tage die Gesamtführung innegehabt hatte. Er galt als Topfavorit für den Gewinn der Tour Down Under 2002. Weitere bekannte Teilnehmer waren der estnische Sprinter Jaan Kirsipuu von AG2R Prévoyance, der deutsche Steffen Wesemann, der bereits bei den vorherigen Austragungen des Rennens vordere Platzierungen hatte herausfahren können, seine Telekom-Teamkollegen Andreas Klöden und Bobby Julich, Andrea Tafi von der italienischen Equipe Mapei-Quickstep, der Einheimische Bradley McGee, Frédéric Guesdon (beide Française Des Jeux) sowie Koos Moerenhout, Max van Heeswijk, Fred Rodriguez (alle Domo-Farm Frites), Robbie McEwen von Lotto-Adecco und dessen australischer Landsmann Patrick Jonker von der University-of-South-Australia-Abordnung.
| United Water Australian Institute of Sport University of South Australia | Française Des Jeux AG2R Prévoyance Crédit Agricole | Mapei-Quickstep Saeco Lotto-Adecco | Domo-Farm Frites Team Deutsche Telekom CSC-Tiscali |

## Die Etappen
Als Höhepunkt des einwöchigen Rad-Festes Festival of Cycling in Adelaide wurde die Tour Down Under durch die Provinz Südaustralien zum vierten Mal nach 1999 ausgefahren. Die sechs Etappen lange Rundfahrt startete wie im Vorjahr im Adelaider Vorort Glenelg und endete wie schon bei ihren vorherigen Auflagen in der Provinzhauptstadt. Der Streckenverlauf war zeitweise an der Ausgabe des vergangenen Jahres angelehnt, ins Programm wurden aber auch drei neue Abschnitte aufgenommen. Der offizielle Etappenplan für 2002 wurde im Juli 2001 der Öffentlichkeit vorgestellt.

### 1. Etappe, Glenelg Street Race
Mit einem 47 Kilometer langen Kriteriumsrennen in Glenelg begann am Dienstag, den 15. Januar 2002, die Tour Down Under. Jede der 25 flachen Runden in der Innenstadt umfasste 1,88 Kilometer. Nach einigen Ausreißversuchen bildete sich in einem schnellen Rennen eine Spitzengruppe um Robbie McEwen (Lotto-Adecco) und zwei Mitstreiter. Später bildete sich eine zehnköpfige Verfolgergruppe mit dem Deutschen Jens Heppner und Titelverteidiger Stuart O’Grady. Diese konnte allerdings nicht mehr zur Gruppe des Tages aufschließen, die zwei Runden vor Schluss auch das Peloton einholte, das daraufhin aus dem Rennen genommen wurde. Den Sprint des Trios konnte schließlich der Einheimische McEwen für sich entscheiden und damit auch das Gelbe Trikot erobern. Die Zeitabstände dieser Etappe zählten noch nicht für die Gesamtwertung. Punkte für die Sprintwertung wurden nur bei den beiden Zwischensprints des Tages, nicht aber im Ziel vergeben.
|    | Fahrer            | Nation      | Team                          | Zeit         |
| -- | ----------------- | ----------- | ----------------------------- | ------------ |
| 1. | Robbie McEwen     | Australien  | Lotto-Adecco                  | 0:59:14 h    |
| 2. | Corey Sweet       | Australien  | University of South Australia | gleiche Zeit |
| 3. | Jans Koerts       | Niederlande | Domo-Farm Frites              | gleiche Zeit |
| 4. | Max Van Heeswijk  | Niederlande | Domo-Farm Frites              | gleiche Zeit |
| 5. | Glenn d'Hollander | Belgien     | Lotto-Adecco                  | gleiche Zeit |

### 2. Etappe, Hahndorf – Strathalbyn
Der zweite, 150 Kilometer lange Tagesabschnitt startete östlich von Glenelg im Ort Hahndorf, der erstmals der Startplatz einer Etappe des Rennens war. Die Strecke führte zuerst in einer Schleife nordwärts und wieder zurück nach Hahndorf, wobei mit dem Checker Hill die erste Bergwertung der TDU 2002 sowie zwei Zwischensprints passiert wurden. Anschließend ging es südwärts zum Zielort Strathalbyn. Nach der zweiten Passage des Startorts Hahndorf bildete sich die entscheidende, 15 Mann starke Gruppe um Titelverteidiger Stuart O’Grady und den Deutschen Steffen Wesemann, die fast acht Minuten Vorsprung vor dem Feld ins Ziel retten konnte. Überraschend siegte der junge Australier Michael Rogers von der University of South Australia im Zielsprint vor Fabio Sacchi, der aufgrund der bei den Zwischensprints errungenen Zeitbonifikationen die Gesamtführung übernahm, und Andrea Tafi.
|    | Fahrer               | Nation     | Team                          | Zeit         |
| -- | -------------------- | ---------- | ----------------------------- | ------------ |
| 1. | Michael Rogers       | Australien | University of South Australia | 3:21:52 h    |
| 2. | Fabio Sacchi         | Italien    | Saeco                         | gleiche Zeit |
| 3. | Andrea Tafi          | Italien    | Mapei-Quickstep               | gleiche Zeit |
| 4. | Alexander Botscharow | Russland   | Ag2r Prévoyance               | gleiche Zeit |
| 5. | Anthony Morin        | Frankreich | Crédit Agricole               | gleiche Zeit |

|    | Fahrer               | Nation     | Team                          | Zeit         |
| -- | -------------------- | ---------- | ----------------------------- | ------------ |
| 1. | Fabio Sacchi         | Italien    | Saeco                         | 4:20:59 h    |
| 2. | Michael Rogers       | Australien | University of South Australia | + 0:01 min   |
| 3. | Andrea Tafi          | Italien    | Mapei-Quickstep               | + 0:05 min   |
| 4. | Alexander Botscharow | Russland   | Ag2r Prévoyance               | + 0:07 min   |
| 5. | Anthony Morin        | Frankreich | Crédit Agricole               | gleiche Zeit |

### 3. Etappe, Willunga – Willunga
Im südlich von Adelaide gelegenen Willunga wurde die 149 Kilometer lange dritte Etappe ausgetragen. Mit dem Willunga Hill wurde der schwierigste Anstieg der Tour Down Under auf einer Zusatzschleife in der letzten Runde befahren. Ansonsten führte ein dreimal zu durchquerender Rundkurs mit zwei Zwischensprints durch Willunga und am Strand von McLaren Vale entlang. In einem Massensprint konnte Robbie McEwen bereits seinen zweiten Etappensieg bei der diesjährigen Auflage der Tour einfahren und übernahm die Führung in der Punktewertung, während der Deutsche Danilo Hondo Vierter wurde. Zuvor waren mit Tristan Hoffman (CSC-Tiscali) und Glenn d'Hollander (Lotto-Adecco) die beiden Ausreißer des Tages gestellt worden, die fast 100 Kilometer lang das Rennen bestimmt hatten. Mehrere Attacken am Willunga Hill konnten vom Feld wieder neutralisiert werden.
|    | Fahrer           | Nation      | Team                          | Zeit         |
| -- | ---------------- | ----------- | ----------------------------- | ------------ |
| 1. | Robbie McEwen    | Australien  | Lotto-Adecco                  | 3:38:55 h    |
| 2. | Luca Paolini     | Italien     | Mapei-Quickstep               | gleiche Zeit |
| 3. | Scott Sunderland | Australien  | Australian Institute of Sport | gleiche Zeit |
| 4. | Danilo Hondo     | Deutschland | Team Deutsche Telekom         | gleiche Zeit |
| 5. | Gene Bates       | Australien  | University of South Australia | gleiche Zeit |

|    | Fahrer               | Nation     | Team                          | Zeit         |
| -- | -------------------- | ---------- | ----------------------------- | ------------ |
| 1. | Fabio Sacchi         | Italien    | Saeco                         | 7:59:54 h    |
| 2. | Michael Rogers       | Australien | University of South Australia | + 0:01 min   |
| 3. | Andrea Tafi          | Italien    | Mapei-Quickstep               | + 0:05 min   |
| 4. | Alexander Botscharow | Russland   | Ag2r Prévoyance               | + 0:07 min   |
| 5. | Paul Van Hyfte       | Belgien    | CSC-Tiscali                   | gleiche Zeit |

### 4. Etappe, Unley – Victor Harbor
Am vierten Tag führte die Strecke das Feld über 141 Kilometer vom Adelaider Vorort Unley nach Victor Harbor im Süden der Provinz, wo noch eine Runde um den Ort gedreht wurde. Zwei Sprintwertungen und eine Bergwertung 36 Kilometer vor dem Ziel wurden ausgefahren. Das Rennen, das bei sehr warmen Lufttemperaturen von 35 °C ausgetragen wurde, wurde lange Zeit vom Solisten David Pell (United Water) bestimmt. Dieser wurde aber vom Feld eingeholt, sodass es zu einem Massensprint kam. Wie schon auf der ersten und der dritten Etappe war hier Robbie McEwen nicht zu schlagen und fuhr bereits seinen dritten Tagessieg ein.
|    | Fahrer        | Nation      | Team                  | Zeit         |
| -- | ------------- | ----------- | --------------------- | ------------ |
| 1. | Robbie McEwen | Australien  | Lotto-Adecco          | 3:25:50 h    |
| 2. | Danilo Hondo  | Deutschland | Team Deutsche Telekom | gleiche Zeit |
| 3. | Jaan Kirsipuu | Estland     | Ag2r Prévoyance       | gleiche Zeit |
| 4. | Baden Cooke   | Frankreich  | Française Des Jeux    | gleiche Zeit |
| 5. | Andrea Tafi   | Frankreich  | Mapei-Quickstep       | gleiche Zeit |

|    | Fahrer               | Nation     | Team                          | Zeit         |
| -- | -------------------- | ---------- | ----------------------------- | ------------ |
| 1. | Fabio Sacchi         | Italien    | Saeco                         | 11:25:44 h   |
| 2. | Michael Rogers       | Australien | University of South Australia | + 0:01 min   |
| 3. | Andrea Tafi          | Italien    | Mapei-Quickstep               | + 0:05 min   |
| 4. | Alexander Botscharow | Russland   | Ag2r Prévoyance               | + 0:07 min   |
| 5. | Paul Van Hyfte       | Belgien    | CSC-Tiscali                   | gleiche Zeit |

### 5. Etappe, Gawler – Tanunda
Im Norden der Provinz Südaustralien fand die vorletzte Etappe über 156 Kilometer statt. Der Verlauf dieses Abschnitts mit dem Start in Gawler und dem anschließenden zweimal zu fahrenden Rundkurs um das nördlichere Tanunda in der Barossa-Region entsprach dem der beiden Vorjahre, als diese Etappe ebenfalls schon ausgefahren worden war. Zwei Sprintwertungen und die zweimal zu passierende Bergwertung am Mengler's Hill lagen auf dem Weg. Bei Lufttemperaturen von bis zu 44 °C war in der neunköpfigen Ausreißergruppe des Tages auch der Deutsche Kai Hundertmark vertreten. Bei der ersten Passage des Mengler's Hill wurde die Flucht allerdings wieder vom Feld vereitelt. Nach einigen darauffolgenden Attacken bildete sich eine sieben Mann starke Gruppe um den Zweiten der Gesamtwertung, Michael Rogers, und Hundertmark. Rogers hatte zuvor trotz eines Defektes den Anschluss halten können, weil ihm ein Zuschauer ein passendes Ersatzrad geliehen hatte. Am letzten Aufstieg zum Mengler's Hill griff der Australier Cadel Evans von Mapei-Quickstep an und konnte einen Vorsprung von sechzehn Sekunden bis ins Ziel retten. Tageszweiter wurde Rogers, der das Gelbe Trikot übernahm, da der bislang führende Fabio Sacchi schon früh abgehängt worden war. Evans sicherte sich durch seinen Angriff auch den Sieg in der Bergwertung.
|    | Fahrer               | Nation     | Team                          | Zeit         |
| -- | -------------------- | ---------- | ----------------------------- | ------------ |
| 1. | Cadel Evans          | Australien | Mapei-Quickstep               | 3:42:21 h    |
| 2. | Michael Rogers       | Australien | University of South Australia | + 0:16 min   |
| 3. | Daniele Nardello     | Italien    | Mapei-Quickstep               | + 0:25 min   |
| 4. | Alexander Botscharow | Russland   | Ag2r Prévoyance               | gleiche Zeit |
| 5. | Patrick Jonker       | Australien | University of South Australia | + 0:33 min   |

|    | Fahrer               | Nation     | Team                          | Zeit       |
| -- | -------------------- | ---------- | ----------------------------- | ---------- |
| 1. | Michael Rogers       | Australien | University of South Australia | 15:08:15 h |
| 2. | Alexander Botscharow | Russland   | Ag2r Prévoyance               | + 0:21 min |
| 3. | Patrick Jonker       | Australien | University of South Australia | + 0:30 min |
| 4. | Cadel Evans          | Australien | Mapei-Quickstep               | + 0:40 min |
| 5. | Daniele Nardello     | Italien    | Mapei-Quickstep               | + 0:58 min |

### 6. Etappe, Adelaide City Council Circuit
Zum Abschluss der Tour Down Under 2002 stand traditionell ein Rundstreckenrennen in der Provinzhauptstadt Adelaide auf dem Programm. Dabei wurden insgesamt 20 Runden zu je 4,5 Kilometern (insgesamt 90 Kilometer) auf flachem Terrain ausgetragen. Einzige Schwierigkeit des Tages war der kurze Anstieg auf den Montafiore Hill. Die ungefähr 80.000 Zuschauer an der Strecke sahen viele Attacken aus dem Feld, von denen aber letztlich keine zum Erfolg führte. Im Massensprint siegte zum vierten Mal in diesem Jahr der Einheimische Robbie McEwen, der sich damit auch die Sprintwertung sicherte. Der junge Michael Rogers konnte sein Gelbes Trikot verteidigen und gewann als insgesamt zweiter Australier nach Stuart O’Grady (zwei Siege) das Rennen.
|    | Fahrer         | Nation     | Team               | Zeit         |
| -- | -------------- | ---------- | ------------------ | ------------ |
| 1. | Robbie McEwen  | Australien | Lotto-Adecco       | 1:51:29 h    |
| 2. | Julian Dean    | Neuseeland | CSC-Tiscali        | gleiche Zeit |
| 3. | Baden Cooke    | Frankreich | Française Des Jeux | gleiche Zeit |
| 4. | Stefano Zanini | Italien    | Mapei-Quickstep    | gleiche Zeit |
| 5. | Jaan Kirsipuu  | Estland    | Ag2r Prévoyance    | gleiche Zeit |

|    | Fahrer               | Nation     | Team                          | Zeit       |
| -- | -------------------- | ---------- | ----------------------------- | ---------- |
| 1. | Michael Rogers       | Australien | University of South Australia | 16:59:44 h |
| 2. | Alexander Botscharow | Russland   | Ag2r Prévoyance               | + 0:21 min |
| 3. | Patrick Jonker       | Australien | University of South Australia | + 0:30 min |
| 4. | Cadel Evans          | Australien | Mapei-Quickstep               | + 0:40 min |
| 5. | Daniele Nardello     | Italien    | Mapei-Quickstep               | + 0:58 min |

## Etappenübersicht
| Etappe    | Datum      | Start–Ziel             | km  | Etappensieger  | Führender      |
| --------- | ---------- | ---------------------- | --- | -------------- | -------------- |
| 1. Etappe | 15. Januar | Glenelg                | 47  | Robbie McEwen  | Robbie McEwen  |
| 2. Etappe | 16. Januar | Hahndorf – Strathalbyn | 150 | Michael Rogers | Fabio Sacchi   |
| 3. Etappe | 17. Januar | Willunga – Willunga    | 149 | Robbie McEwen  | Fabio Sacchi   |
| 4. Etappe | 18. Januar | Unley – Victor Harbor  | 141 | Robbie McEwen  | Fabio Sacchi   |
| 5. Etappe | 19. Januar | Gawler – Tanunda       | 156 | Cadel Evans    | Michael Rogers |
| 6. Etappe | 20. Januar | Adelaide               | 90  | Robbie McEwen  | Michael Rogers |

## Wertungen
Für die Punktewertungen gab es folgende Punktverteilung:
2 Zwischensprints auf jeder Etappe
1: 6 Punkte, 3 Sekunden Zeitbonifikation
2: 4 Punkte, 2 Sekunden
3: 2 Punkte, 1 Sekunde
Zielsprint
1: 8 Punkte, 6 Sekunden
2: 6 Punkte, 4 Sekunden
3: 4 Punkte, 2 Sekunden
Bergwertungen
1: 16 Punkte
2: 12 Punkte
3: 8 Punkte
4: 6 Punkte
5: 4 Punkte

### Wertungen im Tourverlauf
Die Tabelle zeigt den Führenden in der jeweiligen Wertung nach der jeweiligen Etappe an.
|           | Gesamtwertung  | Punktewertung | Bergwertung       | Nachwuchswertung | Teamwertung                   |
| --------- | -------------- | ------------- | ----------------- | ---------------- | ----------------------------- |
| 1. Etappe | Robbie McEwen  | Robbie McEwen | -                 | Dave McPartland  | Domo-Farm Frites              |
| 2. Etappe | Fabio Sacchi   | Jans Koerts   | Scott Sunderland  | Mark Renshaw     | Australian Institute of Sport |
| 3. Etappe | Fabio Sacchi   | Robbie McEwen | Scott Sunderland  | Dave McPartland  | Mapei-Quickstep               |
| 4. Etappe | Fabio Sacchi   | Robbie McEwen | Glenn d'Hollander | Dave McPartland  | Mapei-Quickstep               |
| 5. Etappe | Michael Rogers | Robbie McEwen | Cadel Evans       | Dave McPartland  | Mapei-Quickstep               |
| 6. Etappe | Michael Rogers | Robbie McEwen | Cadel Evans       | Dave McPartland  | Mapei-Quickstep               |

## Endstand
Die Tour Down Under 2002 wurde wie nie zuvor und nie danach von den einheimischen australischen Fahrern dominiert: Alle sechs Etappen wurden von Australiern gewonnen, der Gesamtsieg, die Sprint-, Berg- und Nachwuchswertung gingen ebenfalls an Australier. Besonders tat sich hierbei Robbie McEwen vom belgischen Team Lotto-Adecco hervor, der in den Massensprints nicht zu bezwingen war und so allein auf vier Tagesabschnitten vorne lag sowie den Sieg in der Punktewertung davontrug. Seine Mannschaft kontrollierte zudem auf den meisten der flachen Etappen das Feld, sodass nicht wie häufig im Vorjahr Ausreißer die Oberhand behielten.
Für Gesamtsieger Michael Rogers von der Nationalmannschaft der University of South Australia bedeutete der Gewinn des Gelben Trikots den internationalen Durchbruch als Radsportler. In den folgenden Jahren sollte er unter anderem dreimal Weltmeister im Zeitfahren werden. Den Grundstein für den Gesamtsieg legte er auf der zweiten Etappe, als er in der Fluchtgruppe vertreten war, deren Mitglieder letztlich den Rundfahrtsgewinn unter sich ausmachten. Überraschend siegte Rogers hier im Sprint vor dem Italiener Fabio Sacchi, der Gelb übernahm, es aber auf der schwierigen vorletzten Etappe wieder an Rogers verlor. Mit Cadel Evans (Mapei-Quickstep) zeigte sich zudem ein weiterer junger Australier und unterstrich mit dem Sieg auf dem fünften Abschnitt und dem Gewinn der Bergwertung seine Fähigkeiten am Berg, die ihn 2011 schließlich zum Tour-de-France-Sieg führen sollten. Nur die Teamwertung wurde von einer ausländischen Mannschaft gewonnen, nämlich den Italienern von Mapei-Quickstep, die zudem drei Fahrer unter die Top Zehn der Gesamtwertung brachten.